# くるくるバス
くるくるバスは、愛知県碧南市がバスを購入し、レスクル株式会社にバスを貸与、運行を委託しているコミュニティバスである。

## 概要
- 年末年始（12月29日〜1月3日）を除き毎日運行。
- 運賃は誰でも無料。

## 沿革
- 1998年（平成10年）4月 - 運行開始。「中央巡回コース」「市内外周コース（北右回り - 南左回り、南右回り - 北左回り）」 の3路線。
- 2001年（平成13年）4月1日 - バスを1台増車。「中央巡回コース（オレンジコース、パープルコース）」「市内外周コース（あおコース、みどりコース）の4路線となる。
- 2009年（平成21年）7月1日 - 安城市内（安城榎前）へ乗入れ開始。
- 2016年（平成27年）8月1日 - ルート変更。

## 路線
碧南市役所を起終点とする循環路線である。
- オレンジコース：中央巡回（南左回り - 北右回り）
- パープルコース：中央巡回（北左回り - 南右回り）
- みどりコース：市内外周（北右回り - 南左回り）
- あおコース：市内外周（南右回り - 北左回り）

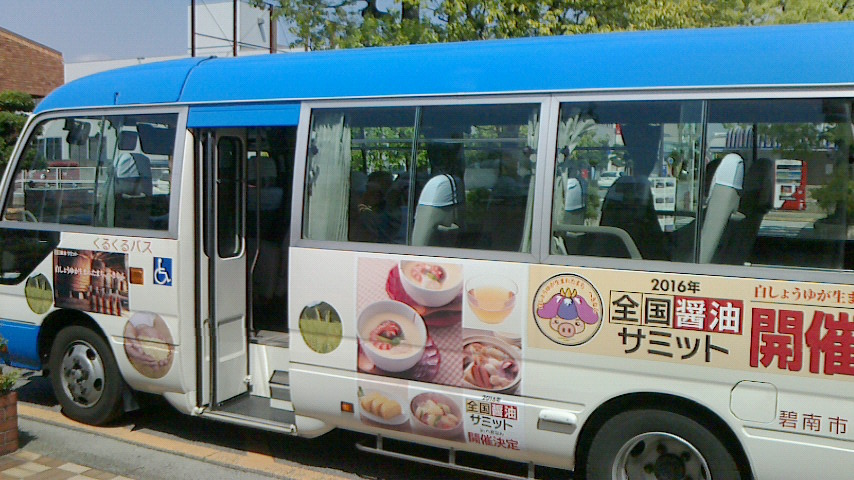
くるくるバス（2016年（平成28年）撮影）
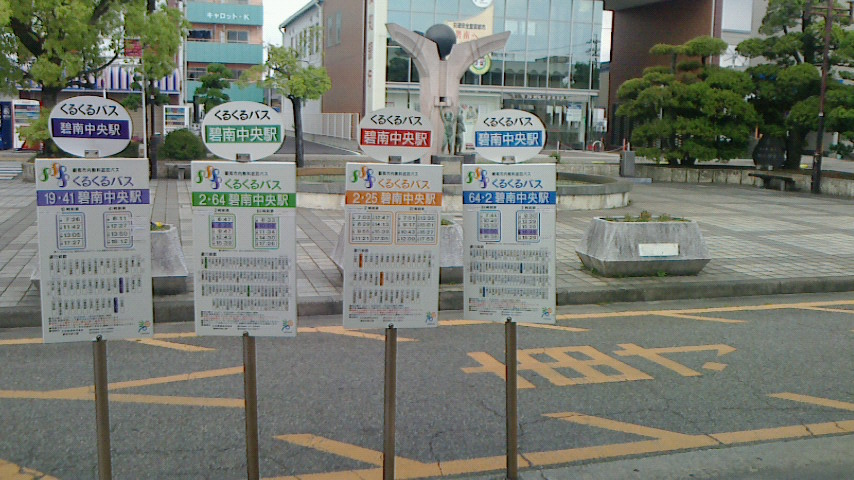
くるくるバスのバス停（2016年（平成28年）撮影）

## 利用状況
|          | オレンジコース | パープルコース | みどりコース | あおコース | 備考 | 出典  |
| -------- | -------------- | -------------- | ------------ | ---------- | ---- | ----- |
| 2019年度 | 31,502         | 9,980          | 39,808       | 39,864     |      |       |
| 2020年度 | 22,086         | 6,802          | 26,573       | 27,347     |      |       |
| 2021年度 | 23,185         | 7,743          | 29,275       | 29,666     |      |       |
| 2022年度 | 25,135         | 7,805          | 31,117       | 30,607     |      |       |
| 2023年度 | 28,175         | 9,321          | 34,253       | 33,695     |      | [ 2 ] |

## 車両
ラインカラーを纏った専用のマイクロバスが使用されている。